# 벤키스짧은꼬리박쥐
벤키스짧은꼬리박쥐(Carollia benkeithi)는 주걱박쥐과(신세계잎코박쥐류)에 속하는 박쥐의 일종이다. 페루와 볼리비아 그리고 브라질에서 발견된다. 학명은 텍사스공과대학교에 5백만 달러를 기부한 벤 키스(Ben E Keith)의 이름을 따서 텍사스공과대학의 로버트 베이커 박사가 명명했다. 벤키스짧은꼬리박쥐는 밤색짧은꼬리박쥐(Carollia castanea)와 아주 유사해서 자주 혼동을 일으키기도 한다.